# Irma (cràter)
Irma és un cràter d'impacte en el planeta Venus de 9,5 km de diàmetre. Porta el nom d'un antropònim finès, i el seu nom va ser aprovat per la Unió Astronòmica Internacional el 1997.